# Andrea Refuto
Andrea Refuto (ur. we Włoszech) – włoski aktor niezawodowy. Debiutował w dramacie Zdjęcia głęboko rzucają się w oczy (Lontano in fondo agli occhi, 2000), a następnie pojawił się w miniserialu Luisa San Felice (Luisa Sanfelice, 2004) z Laetitią Castą i Adriano Giannini. Zagrał postać młodego Jezusa w dramacie biblijnym Mela Gibsona Pasja (2004).

## Filmografia

### filmy kinowe
- 2004: Pasja (The Passion of the Christ) jako młody Jezus
- 2000: Aitanic jako Pasqualino
- 2000: Zdjęcia głęboko rzucają się w oczy (Lontano in fondo agli occhi)

### filmy TV
- 2005: Callas i Onassis (Callas e Onassis) jako Alessandro Onassis

### serile TV
- 2004: Luisa San Felice (Luisa Sanfelice)